# Amanda Foreman (biographe)
Pour les articles homonymes, voir Foreman et Amanda Foreman.
 (mars 2015).
Si vous disposez d'ouvrages ou d'articles de référence ou si vous connaissez des sites web de qualité traitant du thème abordé ici, merci de compléter l'article en donnant les références utiles à sa vérifiabilité et en les liant à la section « Notes et références ».
Amanda Foreman est une biographe américano-britannique née en 1968 à Londres. Elle est l'auteur de Georgiana, Duchess of Devonshire, biographie de Georgiana Cavendish, adaptée au cinéma sous le titre The Duchess.